# Chelone Miller
Chelone "Chilly" Miller (vollständiger Name Nathaniel Kinsman Ever Chelone Skan Miller; * 26. August 1983 in Easton, New Hampshire, USA; † 7. April 2013 in Mammoth Lakes, Kalifornien, USA) war ein US-amerikanischer Snowboarder. Er war der jüngere Bruder von Bode Miller.

## Leben
Chelone Miller stand schon mit neun Jahren auf einem Snowboard. Mit 20 Jahren wurde er Profi-Snowboarder, sein Vorbild war sein älterer Bruder, der Skifahrer Bode Miller.
Bis zu seinem Tod nahm er an diversen Wettbewerben teil, so noch einen Monat vor seinem Ableben an der US Grand Prix Nationals of Snowboarding in Utah, wo er sogar den 4. Platz belegte und ein Ticket für die Olympischen Winterspiele 2014 in Sotschi erhielt. Er lag sogar vor so bekannten Snowboardern wie Nate Holland oder Seth Wescott. Auch war er Mitglied der US-Snowboardnationalmannschaft.

## Unfälle
Im Jahr 2005 hatte Miller einen schweren Motorrad-Unfall. Er lag elf Tage im Koma. Von den Folgen erholte er sich bis zu seinem Tod nie mehr ganz. Es folgte ein schwerer Unfall, bei dem Miller erstmals einen Schlaganfall erlitt und aus einer Gondel auf den Rücken fiel. Er überlebte schwer verletzt. Im Jahr 2011 erlitt er in Alaska einen Herzanfall, den er zwar überlebte, aber im Krankenhaus behandelt werden musste.

## Tod
Am 7. April 2013 wurde Chelone Miller tot in seinem Wohnwagen im Mammoth Lakes, Kalifornien, aufgefunden. Man geht von einem tödlichen Schlaganfall aus. Seine Asche wurde nach der Einäscherung dort auch verstreut. Er wurde 29 Jahre alt. 

## Filmografie
- Higher Ground (Skifilm)
- The Story (Skifilm)